# مؤشرات الحرمان 2007
مؤشرات الحرمان لعام 2007  أو كما يرمز لها (ID 2007) هي مقياس للحرمان على مستوى المنطقة الصغيرة، قامت بابتكارها وزارة الجاليات والحكومة المحلية البريطانية (DCLG) وتم إطلاقها في الثاني عشر من شهر حزيران \ يوليو 2007. وهي تلي مؤشرات الحرمان 2004، وبسبب أن كما هائلا من البيانات بين المؤشرات هو نفسه أو شبيه به، لذا فقد أتاح ذلك إجراء المقارنة بين «الحرمان النسبي» لمنطقة ما بين مؤشرين.
في حين أن هذه المؤشرات معروفة بمؤشرات الحرمان لعام 2007، إلا أنه في الحقيقة فإن معظم بياناتها تعود لعام 2005، والأمر ذاته بالنسبة لمؤشرات الحرمان لعام 2004 التي تعود لعام 2001.
ومثل مؤشرات الحرمان لعام 2004، فإن هذه المؤشرات غير اعتيادية في تضمينها لمقياس الوصول الجغرافي كعنصر من عناصر الحرمان وقياسها المباشر لعامل الفقر (وذلك من خلال بيانات عن إيصالات المساعدة). وتستند مؤشرات الحرمان في عام 2007 على فكرة البعد المميز للحرمان التي يمكن تعريفها وقياسها بشكل منفصل. حيث يمكن دمجها بعد ذلك في مقياس واحد شامل. هذا ويتكون المؤشر من سبعة أبعاد مميزة للحرمان تدعى بمؤشرات المجال.
- الدخل
- التوظيف
- الصحة والعجز
- الثقافة والمهارات والتدريب
- معوقات السكن والخدمات
- البيئة المعيشية
- الجريمة

هذا ويمكن العثور على المزيد من المعلومات على مدخل مؤشرات الحرمان 2004.

## الجغرافية
ومثل مؤشرات الحرمان 2004، فإن مؤشرات عام 2007 تقاس عند منطقة مخرجات ذات طبقة سفلى ولديها الضعف والقوة ذاتهما، وذلك فيما يتعلق بجيوب مركزة من الحرمان.
إضافة إلى مناطق المخرجات، فإن ملخص المقاييس لمؤشرات الحرمان 2007 يتم تقديمها على مستوى المقاطعة ومستوى البلد ومستوى الرعاية الأولية الاستنمائية أو (PCT).

## وصلات إضافية
- مؤشرات الحرمان 2007

قالب:Indices of deprivation